# Murray McCully
Pour les articles homonymes, voir McCully.
Murray McCully, né le 19 février 1953 à Whangarei, est un homme politique néo-zélandais. 
Membre du Parti national, il est parlementaire de 1987 à 2017.
De 2008 à 2017, il est ministre des Affaires étrangères dans le gouvernement du Premier ministre John Key. Il est également ministre des Sports de 2008 à 2014, et éphémèrement ministre de la Coupe du monde de rugby, du 19 novembre 2008 au 12 décembre 2011.